# Josip Pirmajer
Josip Pirmajer (ur. 14 lutego 1944 w Trbovljach, zm. 24 czerwca 2018 w Srbobranie) – słoweński piłkarz występujący na pozycji napastnika. Trener piłkarski.

## Kariera klubowa
Pirmajer karierę rozpoczynał w sezonie 1961/1962 w pierwszoligowym zespole RFK Novi Sad. W trakcie sezonu 1963/1964 odszedł stamtąd do innego pierwszoligowca, Partizana. W sezonie 1964/1965 wywalczył z nim mistrzostwo Jugosławii, a w sezonie 1967/1968 wicemistrzostwo Jugosławii. W 1968 roku przeszedł do Vojvodiny, także grającej w pierwszej lidze. Jej barwy reprezentował przez cztery sezony.
W 1972 roku Pirmajer został graczem francuskiego klubu Nîmes Olympique. W Division 1 zadebiutował 9 sierpnia 1972 w zremisowanym 1:1 meczu z US Valenciennes-Anzin. 26 listopada 1972 w wygranym 2:1 pojedynku z AS Nancy strzelił swojego pierwszego gola w Division 1. Zawodnikiem Nîmes Pirmajer był przez trzy sezony.
W 1975 roku wrócił do RFK Novi Sad, grającego już w drugiej lidze. W 1977 roku zakończył tam karierę.

## Kariera reprezentacyjna
W reprezentacji Jugosławii Pirmajer zadebiutował 18 marca 1964 w wygranym 1:0 towarzyskim meczu z Bułgarią. W tym samym roku został powołany do kadry na Letnie Igrzyska Olimpijskie, zakończone przez Jugosławię na ćwierćfinale. W drużynie narodowej rozegrał 4 spotkania, wszystkie w 1964 roku.